# テレビ朝日日曜朝9時枠の連続ドラマ
テレビ朝日日曜朝9時枠の連続ドラマ（テレビあさひにちようあさくじわくのれんぞくドラマ）は、2017年10月1日からテレビ朝日系列で日曜 9時 - 9時30分（JST）に放送されている、テレビドラマの放送枠である。
本項目に記述されている放送時間はすべて日本標準時（JST）。また、放送期間・放送時間はテレビ朝日（制作局、関東広域圏）のもの。

## 歴史
2017年10月1日の改編に伴い、『サンデーLIVE!!』（5時50分 - 8時30分、テレビ朝日・メ〜テレ・ABCテレビ共同制作）が新設されることに伴い、東映制作の特撮テレビドラマ『仮面ライダーシリーズ』（『仮面ライダービルド』）が日曜8時台前半より移動することで本枠が成立した。本番組は「スーパーヒーロータイム」の第1枠として位置付けられた。

## 主な放映リスト
- 仮面ライダービルド（2017年10月1日 - 2018年8月26日）※日曜8時 - 8時30分から移動。
- 仮面ライダージオウ（2018年9月2日 - 2019年8月25日）※ここまで平成仮面ライダーシリーズ
- 仮面ライダーゼロワン（2019年9月1日 - 2020年8月30日）※ここから令和仮面ライダーシリーズ
- 仮面ライダーセイバー（2020年9月6日 - 2021年8月29日）
- 仮面ライダーリバイス（2021年9月5日 - 2022年8月28日）
- 仮面ライダーギーツ（2022年9月4日 - 2023年8月27日）
- 仮面ライダーガッチャード（2023年9月3日 - 2024年8月25日）
- 仮面ライダーガヴ（2024年9月1日 - ）

## ネット局
| 放送対象地域   | 放送局           | 系列                          | 放送時間           | 備考           |
| -------------- | ---------------- | ----------------------------- | ------------------ | -------------- |
| 関東広域圏     | テレビ朝日       | テレビ朝日系列                | 日曜 9:00 - 9:30   | 制作局         |
| 北海道         | 北海道テレビ     | テレビ朝日系列                | 日曜 9:00 - 9:30   |                |
| 青森県         | 青森朝日放送     | テレビ朝日系列                | 日曜 9:00 - 9:30   |                |
| 岩手県         | 岩手朝日テレビ   | テレビ朝日系列                | 日曜 9:00 - 9:30   |                |
| 宮城県         | 東日本放送       | テレビ朝日系列                | 日曜 9:00 - 9:30   |                |
| 秋田県         | 秋田朝日放送     | テレビ朝日系列                | 日曜 9:00 - 9:30   |                |
| 山形県         | 山形テレビ       | テレビ朝日系列                | 日曜 9:00 - 9:30   |                |
| 福島県         | 福島放送         | テレビ朝日系列                | 日曜 9:00 - 9:30   |                |
| 新潟県         | 新潟テレビ21     | テレビ朝日系列                | 日曜 9:00 - 9:30   |                |
| 長野県         | 長野朝日放送     | テレビ朝日系列                | 日曜 9:00 - 9:30   |                |
| 石川県         | 北陸朝日放送     | テレビ朝日系列                | 日曜 9:00 - 9:30   |                |
| 静岡県         | 静岡朝日テレビ   | テレビ朝日系列                | 日曜 9:00 - 9:30   |                |
| 中京広域圏     | 名古屋テレビ     | テレビ朝日系列                | 日曜 9:00 - 9:30   | 愛称：メ〜テレ |
| 近畿広域圏     | 朝日放送テレビ   | テレビ朝日系列                | 日曜 9:00 - 9:30   | [ 注 1 ]       |
| 広島県         | 広島ホームテレビ | テレビ朝日系列                | 日曜 9:00 - 9:30   |                |
| 山口県         | 山口朝日放送     | テレビ朝日系列                | 日曜 9:00 - 9:30   |                |
| 香川県・岡山県 | 瀬戸内海放送     | テレビ朝日系列                | 日曜 9:00 - 9:30   |                |
| 愛媛県         | 愛媛朝日テレビ   | テレビ朝日系列                | 日曜 9:00 - 9:30   |                |
| 福岡県         | 九州朝日放送     | テレビ朝日系列                | 日曜 9:00 - 9:30   |                |
| 長崎県         | 長崎文化放送     | テレビ朝日系列                | 日曜 9:00 - 9:30   |                |
| 熊本県         | 熊本朝日放送     | テレビ朝日系列                | 日曜 9:00 - 9:30   |                |
| 大分県         | 大分朝日放送     | テレビ朝日系列                | 日曜 9:00 - 9:30   |                |
| 鹿児島県       | 鹿児島放送       | テレビ朝日系列                | 日曜 9:00 - 9:30   |                |
| 沖縄県         | 琉球朝日放送     | テレビ朝日系列                | 日曜 9:00 - 9:30   |                |
| 山梨県         | テレビ山梨       | TBS系列                       | 土曜 5:00 - 5:30   | [ 注 2 ]       |
| 福井県         | 福井放送         | 日本テレビ系列 テレビ朝日系列 | 土曜 5:00 - 5:30   | [ 注 3 ]       |
| 島根県・鳥取県 | 山陰放送         | TBS系列                       | 土曜 6:00 - 6:30   | [ 注 4 ]       |
| 徳島県         | 四国放送         | 日本テレビ系列                | 火曜 10:55 - 11:25 |                |
| 高知県         | テレビ高知       | TBS系列                       | 水曜 16:20 - 16:50 | [ 注 5 ]       |
| 宮崎県         | 宮崎放送         | TBS系列                       | 日曜 5:45 - 6:15   | [ 注 6 ]       |